# Jure Grando
Pour les articles homonymes, voir Grando.
Jure Grando ou Giure Grando (mort en 1656) fut le premier vampire « classique » dont l'existence est documentée par écrit. Dans son Istrie natale, il a été qualifié de strigoi, un mot du dialecte local pour désigner un vampire. En tant que strigoi, il a terrorisé les villageois jusqu'à ce que son cadavre soit décapité en 1672.

## Histoire
Jure Grando était un paysan qui vivait à Kringa, un petit village d'Istrie près de Tinjan. Son corps a été enterré en 1656. 
Selon la légende, pendant 16 années après sa mort, il sortait de sa tombe pour terroriser les villageois. Le prêtre du village, Giorgio, qui avait enterré Jure seize ans auparavant, a découvert qu'une fois la nuit venue, quelqu'un frappait à une porte du village et l'une des personnes habitant à cette demeure mourait dans les quelques jours à venir. 
Jure grando est aussi apparu à sa veuve dans leur chambre, qui a décrit le corps comme s'il souriait et cherchait son air, voulant la violer par la suite. Quand Giorgio est parvenu à le rencontrer en personne, il a mis une croix en face de lui et a crié : « Prends garde à Jésus-Christ, toi vampire ! Cesse de nous tourmenter ! » À ce moment, des larmes coulèrent de ses yeux. Les plus braves du village, mené par le préfet Miho Radetić, ont chassé et tenté de transpercer le cœur de Jure Grando à l'aide d'un pieu d'aubépine, mais le pieu ne put entrer dans son torse. 
Une nuit plus tard, neuf personnes se rendirent au cimetière, emportant une croix, des lampes et un pieu d'aubépine. Ils ont creusé la tombe de Jure et ont découvert son corps parfaitement conservé, un sourire sur ses lèvres. Giorgio dit : « Regarde strigoi, Jésus-Christ nous a sauvés de l'enfer et est mort pour nous. Et toi, strigoi, tu ne peux pas avoir la paix ! ». Encore une fois, le pieu d'aubépine ne put entrer dans son torse. Après quelques prières d'exorcisme, Stipan Milašić a pris une scie et lui a coupé la tête. Dès que la lame a commencé à couper la chair, Jure a commencé à hurler et le sang s'est mis à couler de la blessure, remplissant la tombe. Selon la légende, la paix est revenue au village après la décapitation.

## Écrits
L'écrivain slovène Janez Vajkard Valvasor a écrit sur Jure Grando dans Die Ehre des Hertzogthums Crain (La Gloire du comté de Carniola), se basant sur des récits dont il avait pris connaissance en visitant Kringa. L'ouvrage a été publié à Nuremberg en 1689 : c'était un ouvrage artistique composé de quinze livres et quatre volumes, comprenant 3 523 pages de grand format et 533 illustrations, dont plusieurs montrent le mode de vie et des paysages d'Istrie.
Jura Grando a aussi été mentionné par Erasmus Francisci et Johann Joseph von Goress (La Mystique divina, naturelle, et diabolique, Paris, 1855), qui contient des récits plus détaillés et plus sensationnels. Plus récemment, l'écrivain croate Boris Perić a étudié la légende et a écrit un livre en se basant sur ses travaux (The Vampire).

## AuXXIesiècle
Au XXIe siècle, Kringa met de l'avant l'histoire de Jure Grando et a ouvert un bar dont le thème est le vampirisme. Le gymnasium Juraj Dobrila à Pazin a créé un court métrage appelé Vampir moja zavičaja (Vampire de ma terre natale) à partir des écrits de Valvasor.